# Харбо, Джон

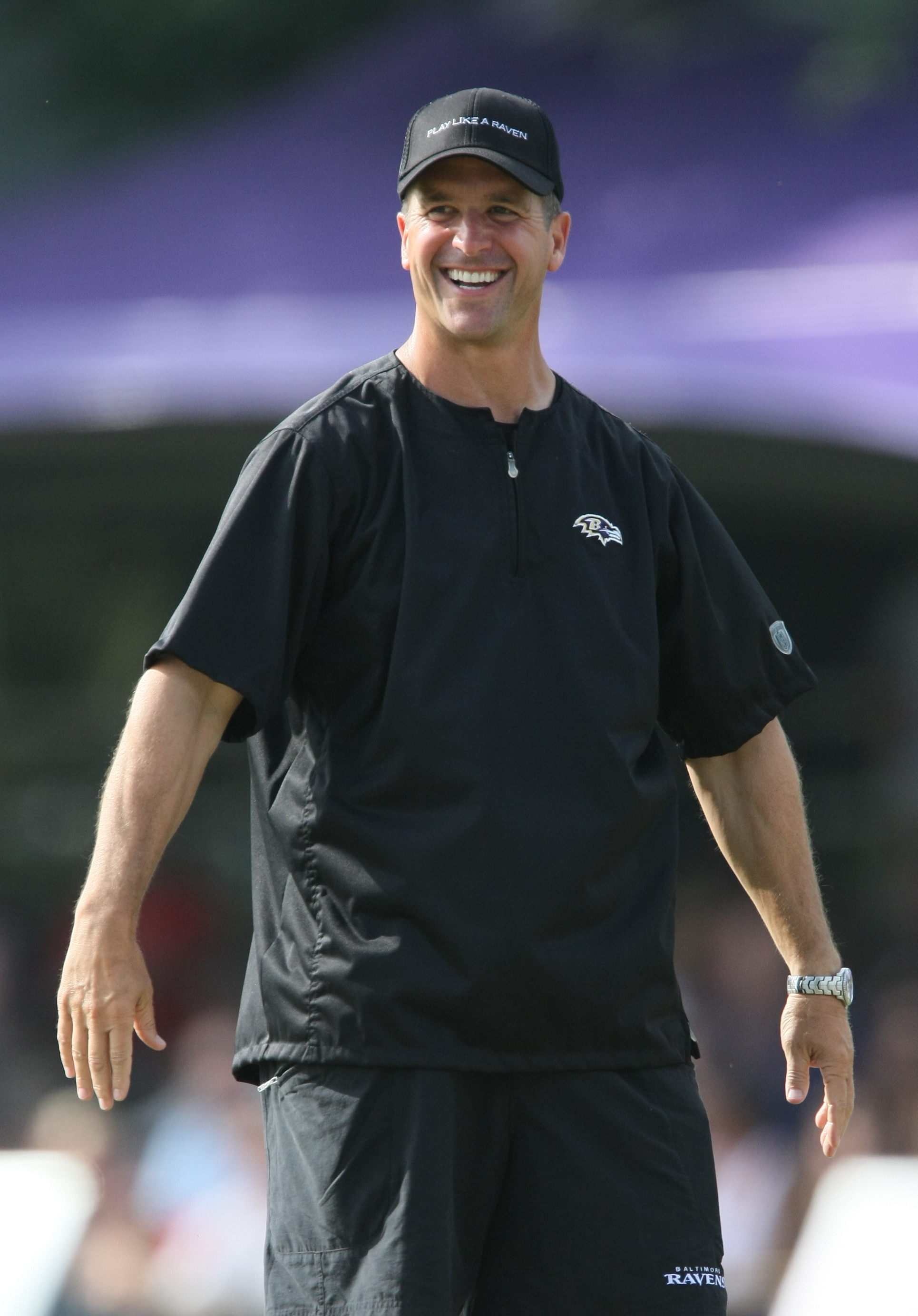

Джон Харбо (англ. John Harbaugh; род. 23 сентября 1962, Толидо, Огайо, США) — главный тренер профессионального футбольного клуба «Балтимор Рэйвенс». До 2008 года входил в тренерский штаб «Филадельфия Иглз».
Джон Харбо и его младший брат, главный тренер «Сан-Франциско Форти Найнерс» Джим Харбо, стали первой в истории парой братьев, возглавившей клубы НФЛ. 3 февраля 2013, в ходе розыгрыша Супербоула XLVII, «Балтимор Рэйвенс» под руководством Джона Харбо одержали победу над «Сан-Франциско Форти Найнерс» Джима Харбо со счетом 34-31.

## Тренерская карьера
Джон Харбо начал свою тренерскую карьеру с должности помощника главного тренера в футбольных командах университетов Западного Мичигана («Вестерн Мичиган Бронкос», 1984—1987), Морхеда («Морхед Иглз», 1988), Цинцинати («Цинциннати Беаркэтс», 1989—1996) и Индианы («Индиана Хузэрс», 1997).
В команду НФЛ он впервые попал в 1998 году, в качестве помощника главного тренера «Филадельфия Иглз». В 2004 году Джон Харбо вошел в число кандидатов на должность главного тренера команды Университета Западного Мичигана.
В 2007 году, после работы тренером специальных команд «Иглз», Джон становится тренером защитных беков. Эта позиция значительно улучшила его резюме и повысила шансы на занятие должности главного тренера, поскольку в то время руководители клубов считали тренеров специальных команд недостаточно квалифицированными для работы главным тренером. Действительно, 19 января 2008 года Харбо становится главным тренером команды «Балтимор Рэйвенс», но только после того, как координатор нападения «Даллас Ковбойс» Джейсон Гарретт отказывается от этой должности. До собеседования Джон Харбо не рассматривался в качестве подходящей кандидатуры, однако во время переговоров он смог произвести хорошее впечатление на владельца команды Стива Бискотти, и, кроме того, Джона рекомендовал главный тренер «Нью-Ингленд Пэтриотс» Билл Беличек. Это продвижение позволило Джону Харбо совершить редкий для НФЛ «прыжок» с должности тренера игроков отдельных позиций (тренера линии нападения, корнербеков, сэйфти и т. д.) на должность главного тренера, минуя работу в качестве координатора нападения или координатора защиты.

### Работа в «Балтимор Рэйвенс»

#### 2008
23 января 2008 года Харбо пригласил на должность координатора нападения тренера Кэма Кэмерона, у которого прежде работал в качестве помощника в университете Индианы.
7 сентября 2008 года Джон Харбо провел свою первую игру в качестве главного тренера «Балтимор Рэйвенс». Эта же игра в составе «Рэйвенс» была первой для квотербека Джо Флакко. «Вороны» обыграли «Цинциннати Бенгалс», и эта была первая в истории НФЛ победа команды, в которой дебютировали одновременно главный тренер и квотербек.

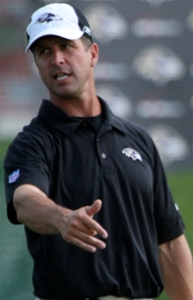
Харбо — главный тренер «Балтимор Рэйвенс»

Первый же сезон в Балтимор Рэйвенс оказался для Харбо чрезвычайно удачным. Он поставил рекорд команды по соотношениям побед/поражений в регулярном сезоне (11-5, этого хватило для того, чтобы получить Wild card и квалифицироваться в плей-офф). В самом плей-офф были одержаны победы над «Майами Долфинс» и «Теннеси Титанс», однако в игре за Ламар Хант Трофи «Рэйвенс» проиграли команде «Питтсбург Стилерз».

#### 2009
26 января 2008 года Харбо назначил на должность координатора защиты «Рэйвенс» Грегга Мэттисона. Грегг заменил Рэкса Райана, занявшего пост главного тренера в «Нью-Йорк Джетс».
Второй сезон Харбо в «Рэйвенс» оказался почти таким же успешным, как первый. Джон вывел свою команду в плей-офф (соотношение побед/поражений — 9-7), выбил из турнира «Нью-Ингленд Пэтриотс», но в следующем же матче проиграл «Индианаполис Колтс».

#### 2010
В 2010 году Харбо вновь вывел «Балтимор Рэйвенс» в плей-офф, однако, как и в прошлом году, «Воронам» не удалось одержать больше одной победы в финальной части турнира.
Регулярный сезон «Рэйвенс» закончили со статистикой 12-4, одержали победу над «Канзас-Сити Чифс», но проиграли в следующем раунде «Питтсбург Стилерз» 31-24, выигрывая после первой половины с разницей в 14 очков.

#### 2011
14 февраля 2011 года Харбо на три года продлил свой контракт с «Балтимор Рэйвенс».
В этом же году «Рэйвенс» повторили своё прошлогоднее достижение по соотношению побед/поражений (12-4). Это позволило им, впервые за долгие годы, стать лидерами дивизиона.
Однако, лишняя неделя отдыха перед плей-офф не принесла ожидаемого результата: команда Джона Харбо проиграла матч за выход в Супербоул «Нью-Ингленд Пэтриотс».
В 2011 году состоялась первая встреча братьев Харбо в качестве тренеров соперничающих команд: «Балтимор Рэйвенс» Джона победили «Сан-Франциско Форти Найнерс» Джима со счетом 16-6.

#### 2012
Джон Харбо вывел свою команду в плей-офф через Wild card (была получена после победы над «Индианаполис Колтс»), и «Балтимор Рэйвенс» последовательно обыграли «Денвер Бронкос» и «Нью-Ингленд Пэтриотс». Это дало возможность Джо Харбо в очередной раз сразиться с командой своего брата в ходе Супербоула XLVII, названного журналистами и болельщиками «Харбоулом».
Как и год назад, победу (34-31) одержал Джон Харбо, завоевав, тем самым, для «Балтимор Рэйвенс» второй Винс Ломбарди Трофи в истории клуба.

## Достижения вНФЛ
| Команда   | Год       | Регулярный сезон | Регулярный сезон | Регулярный сезон | Регулярный сезон | Регулярный сезон | Плей-офф | Плей-офф  | Плей-офф | Плей-офф                                                  |
| Команда   | Год       | Побед            | Поражений        | Ничьих           | Поб. %           | Место            | Побед    | Поражений | Поб. %   | Результат                                                 |
| --------- | --------- | ---------------- | ---------------- | ---------------- | ---------------- | ---------------- | -------- | --------- | -------- | --------------------------------------------------------- |
| BAL       | 2008      | 11               | 5                | 0                | .688             | 2-е в АФК Север  | 2        | 1         | .667     | Поражение от Питтсбург Стилерз в AFC Championship Game    |
| BAL       | 2009      | 9                | 7                | 0                | .563             | 2-е в АФК Север  | 1        | 1         | .500     | Поражение от Индианаполис Колтс в AFC Divisional Game     |
| BAL       | 2010      | 12               | 4                | 0                | .750             | 2-е в АФК Север  | 1        | 1         | .500     | Поражение от Питтсбург Стилерз в AFC Divisional Game      |
| BAL       | 2011      | 12               | 4                | 0                | .750             | 1-е в АФК Север  | 1        | 1         | .500     | Поражение от Нью-Ингленд Пэтриотс в AFC Championship Game |
| BAL       | 2012      | 10               | 6                | 0                | .625             | 1-е в АФК Север  | 4        | 0         | 1.000    | Обладатель Супербоула XLVII                               |
| BAL Total | BAL Total | 54               | 26               | 0                | .675             |                  | 9        | 4         | .692     |                                                           |
| Total     | Total     | 54               | 26               | 0                | .675             |                  | 9        | 4         | .692     |                                                           |

## Личная жизнь
Джон Харбо женат на Ингрид Харбо.
У пары есть дочь — Элисон Харбо (род. 2002).